# Epiaeschna heros
Epiaeschna heros – gatunek ważki z rodziny żagnicowatych (Aeshnidae); jedyny żyjący przedstawiciel rodzaju Epiaeschna. Występuje we wschodniej połowie Ameryki Północnej – na południu Kanady i w USA.